# Енвер Ізмайлов
Енве́р Серве́рович Ізма́йлов (крим. Enver İzmaylov; * 12 червня 1955, Фергана, Узбекистан) — український кримськотатарський віртуоз-гітарист, композитор; народний артист України (2009).
Мешкає у селі Фонтани Сімферопольського району (АРК).

## Біографія
Енвер Ізмайлов народився 12 червня 1955 року у Фергані (Узбекистан). Закінчив музичне училище мистецтв по класу фагота, сам навчився грати рок-музику на електрогітарі.
Незалежно від західних гітаристів, Енвер Ізмайлов самостійно винайшов техніку тепінгу — прийому гри на гітарі, коли обидві руки лежать на грифі інструменту.
У 1980-ті роки був учасником джаз-групи «Сато».
На початку 1990-х під час масового повернення кримських татар на батьківські землі переїхав на постійне місце проживання у село Фонтани під Сімферополем. У Криму Ізмайлов розпочав збирати кримськотатарський фольклор, готував низку сольних програм, у яких втілював своє бачення етноджазового напрямку. Паралельно Енвер Ізмайлов керував тріо, організоване 1995 року з флейтистом Наркетом Рамазановим і ударником Рустемом Барі (альбом «Мінарет», 1999). На міжнародних фестивалях Енвер Ізмайлов виступав із турецьким ударником Бурханом Очалом, французьким піаністом Ксавьє Гарсіа та іншими.
За результатами анкетування, проведеного газетою «Радянська молодь» (Рига), Енвер Ізмайлов посів 6-те місце серед гітаристів СРСР, 5-те місце в рубриці «Музикант року» і 2-ге як «Музикант, що заслуговує найбільш широкого визнання». Лауреат першої премії Європейського міжнародного конкурсу гітаристів в Лозанні (Швейцарія), багатьох інших дипломів та нагород.
Починаючи з 1995 року, Енвер Ізмайлов — член президії Джазової асоціації України.
2009 року артистові присвоєно звання «Народний артист України».
Енвер Ізмайлов є частим учасником різноманітних музичних фестивалів, як кримських, усередині країни, так і за кордоном — зокрема, брав участь у джазових фестивалях у Польщі, Латвії, Росії, Фінляндії, Німеччині, Норвегії, Франції, Італії, Австрії, Швейцарії, Швеції, Голландії, Англії. Під час україно-російського конфлікту в Криму виступав із закликом не допустити кровопролиття.

## Дискографія
Альбоми, записані Енвером Ізмайловим:
- 1993: The Eastern Legend[3].
- 1993: At a Ferghana Bazaar[4]
- Мінарет (1998)
- 2004: З найкращими побажаннями! / With My Best Wishes![5]
- 2007: Around the Black Sea[6]
- 2008: River of Time[7]
- 2012: Шёлковый путь[8]
- 2012: Шторм / Storm[9]
- 2012: Meganom[10]